# مسحیت زدایی از فرانسه در انقلاب فرانسه
هدف تعداد زیادی از سیاست‌های مختلف که توسط دولت‌های متفاوت فرانسه در طول انقلاب فرانسه انجام شد، شامل مصادرهٔ املاک بزرگ توسط دولت و مقادیر زیادی پول که در اختیار کلیسای کاتولیک بود؛ همچنین پایان دادن به اعمال مذهبی مسیحی و خود دین    بحث‌های علمی زیادی در مورد اینکه آیا این جنبش با انگیزه عموم مردم یا با انگیزه گروه کوچکی از رادیکال‌های انقلابی بوده است، را به وجود آورده.  این سیاست‌ها، که با پیمان دولت با کلیسا در سال ۱۸۰۱ به پایان رسید، اساس سیاست‌های لائیسیته و کمتر رادیکال را تشکیل داد.
انقلاب فرانسه در ابتدا با حمله به فساد کلیسا و ثروت روحانیون عالی‌تر آغاز شد، اقدامی که حتی بسیاری از مسیحیان نیز از آن خبر داشتند، زیرا کلیسای گالیکن نقشی مسلط در فرانسه قبل از انقلاب داشت. در طول یک دوره دو ساله که به عنوان حکومت وحشت شناخته می‌شود، دوره‌های روحانیت‌ستیزی به خشونت آمیزترین دوره‌های تاریخ نوین اروپا تبدیل شد. مقامات انقلابی جدید، کلیسا را سرکوب کردند، سلطنت کاتولیک را لغو کردند، اموال کلیسا را ملی کردند، ۳۰۰۰۰ کشیش را تبعید کردند و صدها نفر دیگر را کشتند. در اکتبر ۱۷۹۳، تقویم مسیحی با تقویمی که از تاریخ انقلاب محاسبه شده بود جایگزین شد و جشنواره‌های آزادی، عقل و خردورزی و فردگرایی برنامه‌ریزی شد. اشکال جدیدی از دین اخلاقی پدیدار شد، از جمله فرقه دادارباوری، وجود عالی و فرقه عقل.حکومت انقلابی به‌طور خلاصه در آوریل ۱۷۹۴ رعایت اولی را اجباری کرد

## مذهب و کلیسای کاتولیک زیر نظر پادشاهی

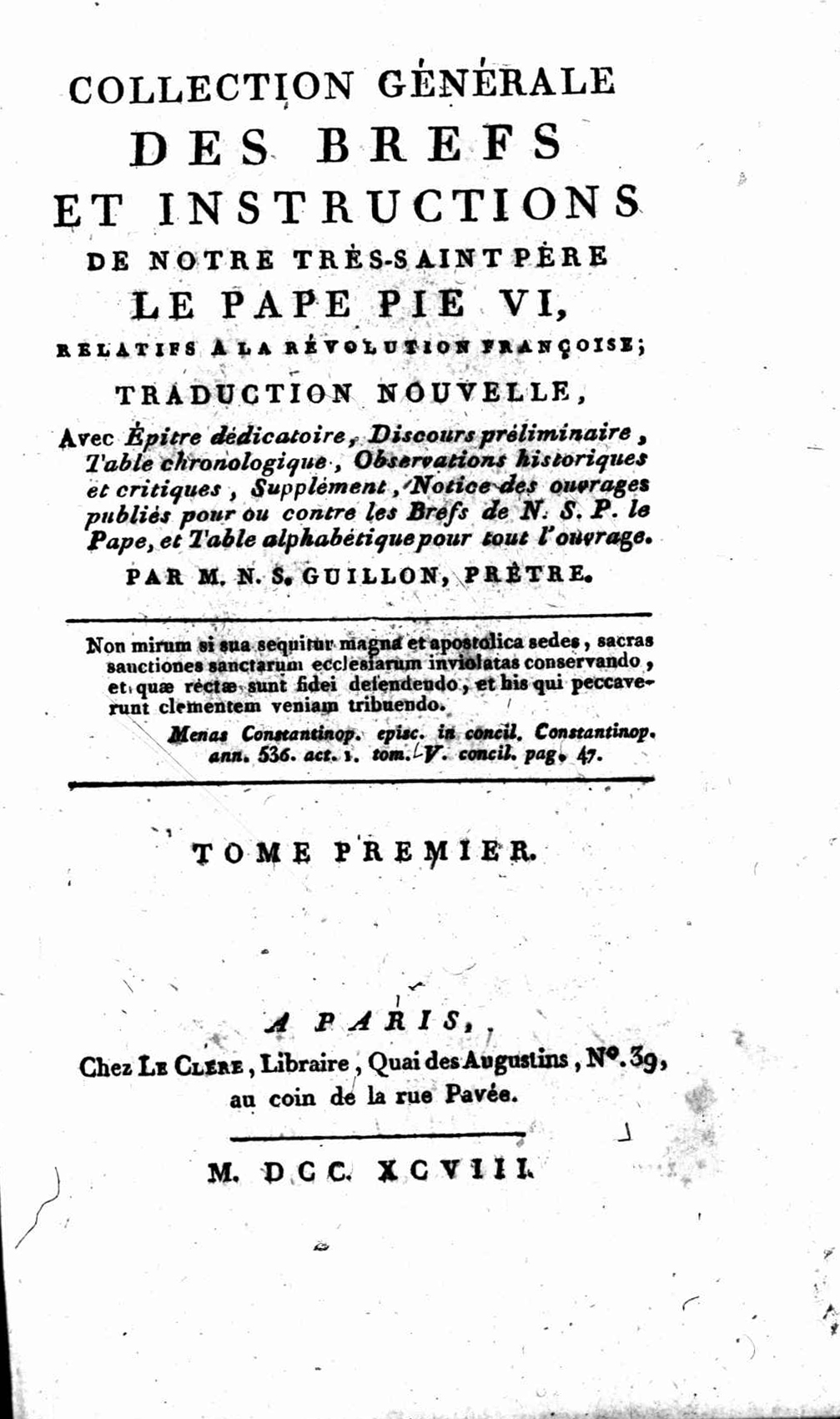
مجموعه کلی نوشته‌ها و دستورالعمل‌های مربوط به انقلاب فرانسه (Collection generale des brefs etstructions relatifs a la Revolution francoise) پاپ پیوس ششم، ۱۷۹۸

### قبل از ۱۷۸۹
در فرانسه قرن هجدهم، اکثریت قریب به اتفاق مردم به کلیسای کاتولیک پایبند بودند، زیرا کاتولیک از زمان لغو فرمان نانت در سال ۱۶۸۵ تنها دین رسمی بود که در پادشاهی مجاز بود. با این وجود، اقلیت‌هایی از پروتستان‌های فرانسوی (عمدتاً اوگنوها و لوتران‌های آلمانی در آلزاس) و یهودیان هنوز در آغاز انقلاب در فرانسه زندگی می‌کردند. فرمان ورسای، که معمولاً به عنوان فرمان مدارا شناخته می‌شود، توسط لویی شانزدهم در ۷ نوامبر ۱۷۸۷ امضا شده بود، به غیر کاتولیک‌های فرانسه این اجازه را نمی‌داد که علناً به دین خود عمل کنند، بلکه فقط حقوق قضایی و مدنی را داشتند. که شامل حق ازدواج بدون نیاز به گرویدن به مذهب کاتولیک بود. در همان زمان، متفکران آزادی‌خواه الحاد و روحانی‌ستیزی را رواج دادند.
رژیم پیشین اقتدار روحانیت را در جایگاه خود به عنوان رسته اجتماعی این قلمرو نهادینه کرد. کلیسای کاتولیک به‌عنوان بزرگ‌ترین مالک زمین در کشور، املاکی را کنترل می‌کرد که درآمدهای هنگفتی را از مستاجرانش تأمین می‌کرد. کلیسا نیز درآمد هنگفتی از جمع‌آوری عشریه داشت. از آنجایی که کلیسا ثبت ولادت، مرگ و ازدواج را نگه می‌داشت و تنها مؤسسه ای بود که در برخی از نقاط کشور بیمارستان و آموزش می‌داد، بر همه شهروندان تأثیر گذار بود.

### بین ۱۷۸۹ و ۱۷۹۲
یکی از رویدادهای مهم انقلاب لغو امتیازات حکومت اول و دوم در شب ۴ اوت ۱۷۸۹ بود. به ویژه، عشریه‌های جمع‌آوری شده توسط روحانیون کاتولیک را لغو کرد.
اعلامیه حقوق بشر و شهروند در سال ۱۷۸۹ آزادی مذهب را در سراسر فرانسه به این شرح اعلام کرد:
ماده چهارم – آزادی عبارت است از انجام هر کاری که به دیگران آسیبی نرساند: بنابراین، اعمال حقوق طبیعی هر فرد فقط دارای مرزهایی است که آزادیسایر افراد جامعه را صلب نکند. این مرزها را فقط قانون می‌تواند تعیین کند.
مادهٔ دهم – هیچ‌کس را نمی‌توان به خاطر عقاید و دینش، حتی عقاید شرعی، مشروط بر این که آن عقاید مخل نظم عمومی مقرر در قانون نباشد، محاکمه کرد.
در ۱۰ اکتبر ۱۷۸۹، مجلس مؤسسان ملی املاک و زمین‌های کلیسای کاتولیک را تصرف کرد و تصمیم گرفت آنها را به عنوان واگذارنده بفروشد.
در ۱۲ ژوئیه ۱۷۹۰، مجمع قانون اساسی مدنی روحانیت را تصویب کرد که کلیسای کاتولیک در فرانسه را تابع دولت فرانسه کرد. این قانون هرگز توسط پاپ و دیگر روحانیون عالی‌رتبه در رم پذیرفته نشد.

## سیاست‌های جدید مقامات انقلابی

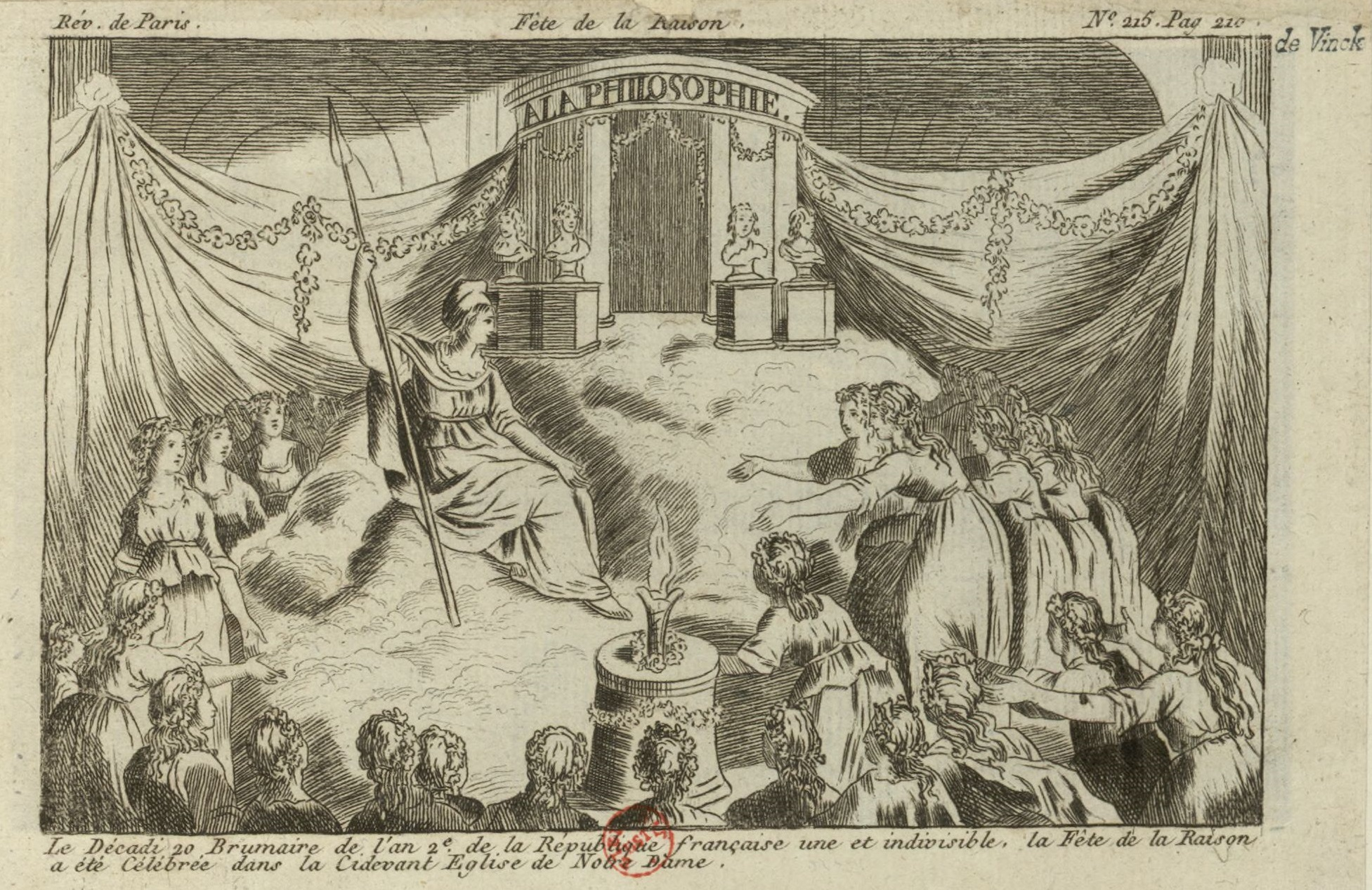
Fête de la Raison ("جشنواره عقل")، نوتردام، پاریس، ۱۰ نوامبر ۱۷۹۳

برنامه مسیحیت زدایی که علیه کاتولیک‌ها، و در نهایت علیه تمام اشکال مسیحیت انجام شد، شامل موارد زیر بود: 
- تخریب مجسمه‌ها، بشقاب‌ها و سایر نمادها در عبادت‌گاه‌ها
- تخریب صلیب‌ها، ناقوس‌ها و سایر نشانه‌های عبادت در کشور
- ایجاد فرقه‌های انقلابی و مدنی، از جمله فرقه عقل و متعاقباً فرقه وجود عالی (بهار ۱۷۹۴)
- تصویب قانونی در ۲۱ اکتبر ۱۷۹۳ که تمام کشیشان و تمام افرادی که آنها را پناه داده‌اند در معرض مرگ در ملع‌عام قرار می‌دهد.

رویداد قابل توجهی که در جریان مسیحیت زدایی فرانسه رخ داد جشنواره عقل بود که در کلیسای نوتردام در ۱۰ نوامبر ۱۷۹۳ برگزار شد.
کمپین مسیحی‌زدایی را می‌توان به‌عنوان بسط منطقی فلسفه‌های ماتریالیستی برخی از رهبران روشنگری مانند ولتر در نظر گرفت، در حالی که برای برخی دیگر با نگرانی‌های عامیانه‌تر، فرصتی برای برانگیختن خشم علیه کلیسای کاتولیک (در روحیه ضد روحانیت متعارف) و روحانیون آن.

## انقلاب و کلیسا
در اوت ۱۷۸۹، دولت قدرت مالیات کلیسا را لغو کرد. موضوع مالکیت کلیسا در سیاست‌های دولت انقلابی جدید نقش محوری داشت. با اعلام اینکه تمام اموال کلیسا در فرانسه متعلق به ملت است، دستور مصادره صادر شد و اموال کلیسا در حراج عمومی فروخته شد. در ژوئیه ۱۷۹۰، مجلس مؤسسان ملی قانون اساسی مدنی روحانیت را منتشر کرد که روحانیون را از حقوق ویژه خود سلب می‌کرد — روحانیون باید کارمندان ایالت شوند، توسط ناحیه یا اسقف خود انتخاب می‌شدند و تعداد اسقف‌ها کاهش می‌یافت. — و همه کشیشان و اسقف‌ها را ملزم می‌کند که به نظم جدید سوگند یاد کنند یا با اخراج، تبعید یا مرگ مواجه شوند.

نقشه فرانسه که درصد کشیشان را در سال ۱۷۹۱ نشان می‌دهد. مرزهای نقشه مربوط به سال ۲۰۰۷ است، زیرا داده‌ها از آرشیو بخش‌های مدرن می‌آیند.

کشیش‌های فرانسوی برای امضای چنین سوگندنامه ای باید تأییدیه پاپ را دریافت می‌کردند و پیوس ششم تقریباً هشت ماه را صرف بررسی این موضوع کرد. در ۱۳ آوریل ۱۷۹۱، پاپ قانون اساسی را محکوم کرد که منجر به انشعاب در کلیسای کاتولیک فرانسه شد. بیش از پنجاه درصد به کاهنان انصراف دهنده ("هیئت منصفه")، که به عنوان "روحانیت مشروطه" نیز شناخته می‌شوند، و کشیشان غیرقانونی به عنوان "روحانیت نسوز" تبدیل شدند.
در سپتامبر ۱۷۹۲، مجلس قانونگذاری بر خلاف دکترین کاتولیک، طلاق را قانونی کرد. در همان زمان، دولت کنترل ثبت نام تولد، مرگ و ازدواج را به دور از کلیسا به دست گرفت. این دیدگاه روزافزون مبنی بر اینکه کلیسا یک نیروی ضدانقلاب است، نارضایتی‌های اجتماعی و اقتصادی و خشونت‌هایی را که در شهرها و شهرها در سرتاسر فرانسه درگرفت، تشدید کرد.
در پاریس، طی یک دوره چهل و هشت ساعته که از ۲ سپتامبر ۱۷۹۲ آغاز شد، با انحلال مجلس قانونگذاری (جانشین مجلس مؤسسان ملی) در هرج و مرج، سه اسقف کلیسا و بیش از دویست کشیش توسط اوباش خشمگین قتل‌عام شدند. این بخشی از آنچه به عنوان قتل‌عام سپتامبر شناخته می‌شود را تشکیل می‌دهد. کشیشان از جمله کسانی بودند که در اعدام‌های دسته جمعی (نویادها) به دلیل خیانت به رهبری ژان باپتیست کریر غرق شدند. کشیشان و راهبه‌ها از جمله اعدام‌های دسته جمعی در لیون به دلیل جدایی طلبی به دستور ژوزف فوشه و کولو d'Herbois بودند. صدها کشیش دیگر در بندر روشفور به زندان افتادند و در شرایط شنیع رنج کشیدند.
قوانین ضد کلیسا توسط مجلس قانونگذاری و جانشین آن، کنوانسیون ملی، و همچنین توسط شوراهای دپارتمان در سراسر کشور تصویب شد. انگیزه بسیاری از اقدامات مسیحی‌زدایی در سال ۱۷۹۳، مصادره طلا و نقره کلیسا برای تأمین هزینه‌های جنگ بود. در نوامبر ۱۷۹۳، شورای دپارتمان Indre-et-Loire کلمه dimanche (انگلیسی: Sunday را لغو کرد.</link>).  تقویم گریگوری، ابزاری که توسط پاپ گریگوری سیزدهم در سال ۱۵۸۲ مقرر شد، با تقویم جمهوری‌خواه فرانسه جایگزین شد که روز شنبه، روزهای قدیسان و هرگونه اشاره به کلیسا را لغو کرد. در عوض هفته هفت روزه ده روزه شد. با این حال، به زودی مشخص شد که ۹ روز کار متوالی بسیار زیاد است و روابط بین‌الملل نمی‌تواند بدون بازگشت به سیستم میلادی که هنوز در همه جا در خارج از فرانسه مورد استفاده قرار می‌گرفت، انجام شود. در نتیجه، تقویم میلادی در سال ۱۷۹۵ مجدداً اجرا شد
رژه‌های ضد روحانی برگزار شد و اسقف اعظم پاریس، ژان باپتیست-ژوزف گوبل، مجبور به استعفا از وظایف خود شد و مجبور شد میتر خود را با " کلاه آزادی " قرمز رنگ جایگزین کند. نام‌های خیابان‌ها و مکان‌ها با هر معنای مذهبی تغییر کردند، مانند شهر سنت تروپه که به هراکله تبدیل شد. تعطیلات مذهبی ممنوع شد و با تعطیلات برای جشن برداشت محصول و سایر نمادهای غیر مذهبی جایگزین شد. بسیاری از کلیساها به «معابد عقل» تبدیل شدند که در آنها خدمات دئیستی برگزار می‌شد.   مردم محلی اغلب در برابر این مسیحی‌زدایی مقاومت می‌کردند و اعضای روحانیون را که استعفا داده بودند مجبور می‌کردند دوباره مراسم عشای ربانی را برگزار کنند. ماکسیمیلیان روبسپیر و کمیته امنیت عمومی مسیحیان را به عنوان دشمنان خارجی انقلاب محکوم کردند و دین جدید خود را تأسیس کردند. این فرقه حق تعالی، بدون «خرافات» ادعایی کاتولیک، هم جای کاتولیک و هم فرقه رقیب عقل را گرفت. هر دو دین جدید عمر کوتاهی داشتند. درست شش هفته قبل از دستگیری، در ۸ ژوئن ۱۷۹۴، روبسپیر هنوز قدرتمند، شخصاً در مراسمی برای گشایش ایمان جدید، صفوف گسترده‌ای را در پاریس به باغ تویلری هدایت کرد. اعدام او اندکی پس از آن، در ۲۸ ژوئیه ۱۷۹۴ رخ داد 
در اوایل سال ۱۷۹۵، بازگشت به نوعی ایمان مبتنی بر دین شروع به شکل‌گیری کرد و قانونی که در ۲۱ فوریه ۱۷۹۵ تصویب شد، عبادت عمومی را، البته با محدودیت‌های شدید، قانونی کرد. نواختن ناقوس‌های کلیسا، راهپیمایی‌های مذهبی و نمایش صلیب مسیحی همچنان ممنوع بود.
در اواخر سال ۱۷۹۹، کشیشان هنوز زندانی یا به مستعمرات کیفری تبعید می‌شدند. آزار و شکنجه تنها پس از آن بدتر شد که ارتش فرانسه به رهبری ژنرال لوئیس الکساندر برتیه رم را در اوایل ۱۷۹۸ تصرف کرد، جمهوری رومی جدید را اعلام کرد و همچنین پاپ پیوس ششم را که در اوت ۱۷۹۹ در والانس فرانسه در اسارت درگذشت. با این حال، پس از اینکه ناپلئون کنترل دولت را در اواخر سال ۱۷۹۹ به دست گرفت، فرانسه وارد مذاکرات یک ساله با پاپ جدید پیوس هفتم شد که منجر به کنکوردات ۱۸۰۱ شد. این به‌طور رسمی به دوره مسیحیت زدایی پایان داد و قوانینی را برای رابطه بین کلیسای کاتولیک و دولت فرانسه ایجاد کرد.
تعداد قربانیان حکومت ترور بین ۲۰۰۰۰ تا ۴۰۰۰۰ نفر بود. بر اساس یک برآورد، در میان محکومان دادگاه‌های انقلاب، حدود ۸ درصد اشراف، ۶ درصد روحانیون، ۱۴ درصد طبقه متوسط و ۷۰ درصد کارگران یا دهقانان متهم به احتکار، فرار از سربازی، فرار از خدمت، شورش و سایر جنایات ادعایی بودند. . از میان این گروه‌بندی‌های اجتماعی، روحانیون کلیسای کاتولیک به نسبت بیشترین ضرر را متحمل شدند.
قوانین ضد کلیسا توسط مجلس قانونگذاری و جانشین آن، کنوانسیون ملی، و همچنین توسط شوراهای دپارتمان در سراسر کشور تصویب شد. کنکوردات ۱۸۰۱ بیش از یک قرن دوام آورد تا اینکه توسط دولت جمهوری سوم که سیاست لائیسیته را در ۱۱ دسامبر ۱۹۰۵ ایجاد کرد، لغو شد.

## عوارض کلیسا
حدود بیست هزار کشیش مشروطه با تهدید مرگ، زندان، خدمت سربازی و از دست دادن درآمد مجبور به کناره‌گیری و تسلیم نامه‌های خود شدند و شش هزار تا نه هزار نفر از آنها موافقت کردند یا مجبور به ازدواج شدند. بسیاری وظایف شبانی خود را به کلی کنار گذاشتند.  با این وجود، برخی از کسانی که از سلطنت کنار رفته بودند، به‌طور مخفیانه به خدمت مردم ادامه دادند. 
تا پایان این دهه، تقریباً سی هزار کشیش مجبور به ترک فرانسه شدند و صدها نفر که ترک نکردند اعدام شدند.  بیشتر محله‌های فرانسوی بدون خدمات کشیش باقی ماندند و از مراسم مقدس محروم شدند. هر کشیش غیر محاکمه با گیوتین یا تبعید به گویان فرانسه مواجه می‌شد.  تا عید پاک ۱۷۹۴، تعداد کمی از چهل هزار کلیسای فرانسه بازماندند. بسیاری از آنها بسته شده، فروخته شده، نابود شده‌اند، یا به استفاده‌های دیگر تبدیل شده‌اند. 
با قربانیان خشونت انقلابی، چه مذهبی و چه غیر مذهبی، عموماً به عنوان شهدای مسیحی رفتار می‌شد و مکان‌هایی که کشته می‌شدند به مقصد زیارت تبدیل می‌شد.  تعلیم و تربیت در خانه، مذهب عامیانه، شیوه‌های ترکیبی و هترودوکسی همه رایج تر شدند.  اثرات درازمدت بر اعمال مذهبی در فرانسه قابل توجه بود. بسیاری از کسانی که از اعمال مذهبی سنتی خود منصرف شده بودند، هرگز آنها را از سر نگرفتند. 

## آلبوم عکس

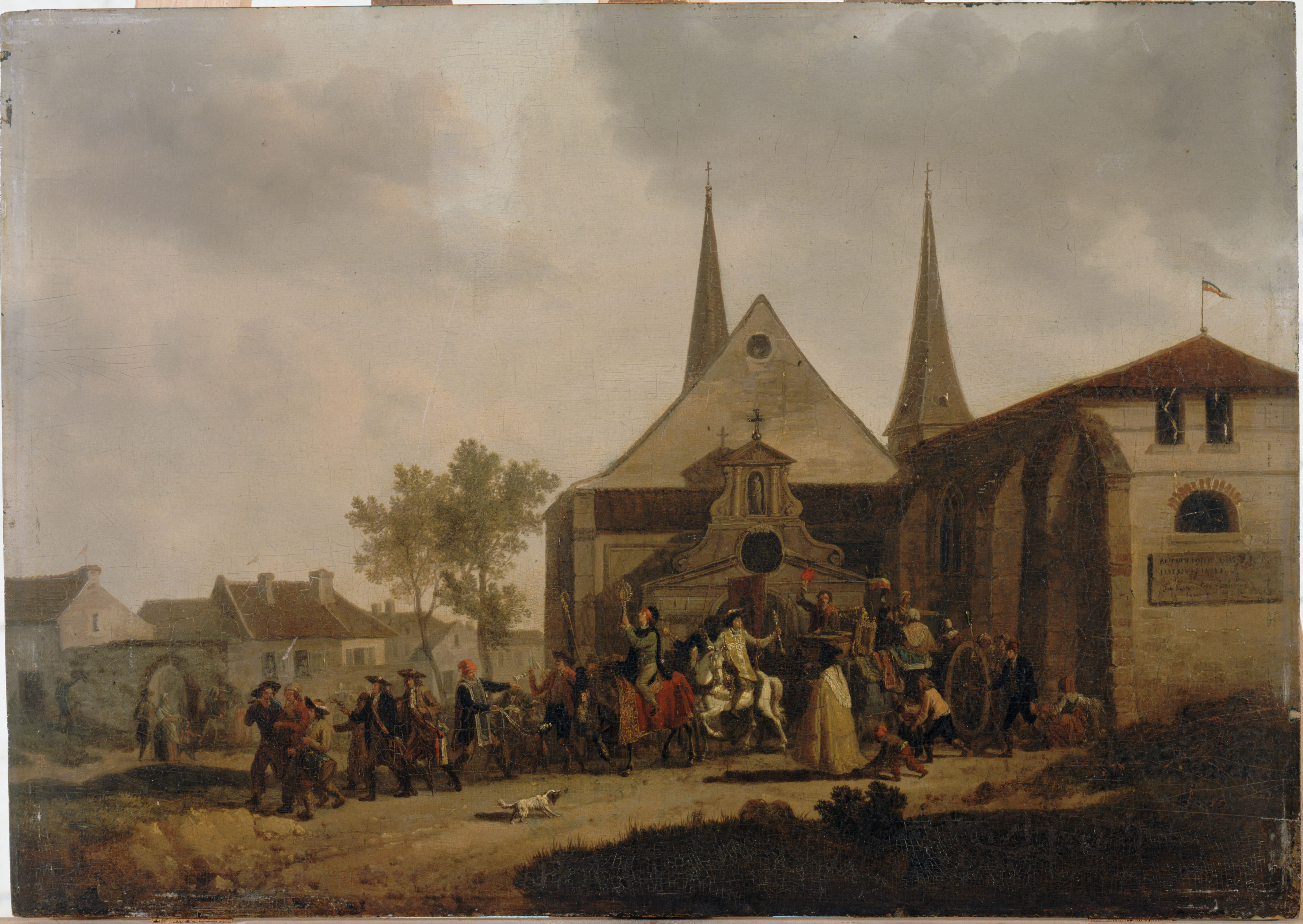
«نارضایتی» یک کلیسا، ژاک فرانسوا جوزف سوباخ-دسفونتین، ۱۷۹۴
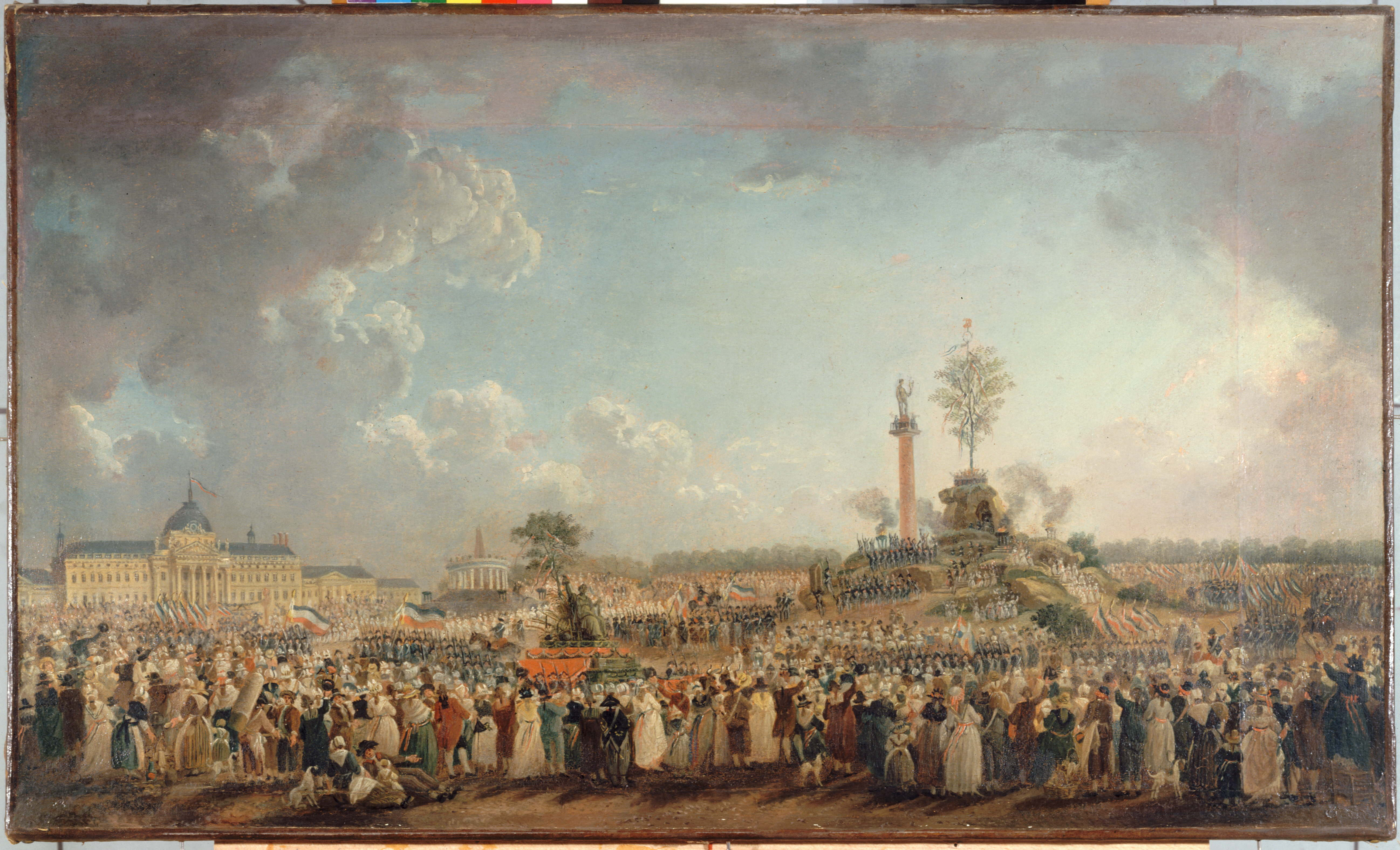
جشنواره حق تعالی، ۸ ژوئن ۱۷۹۴
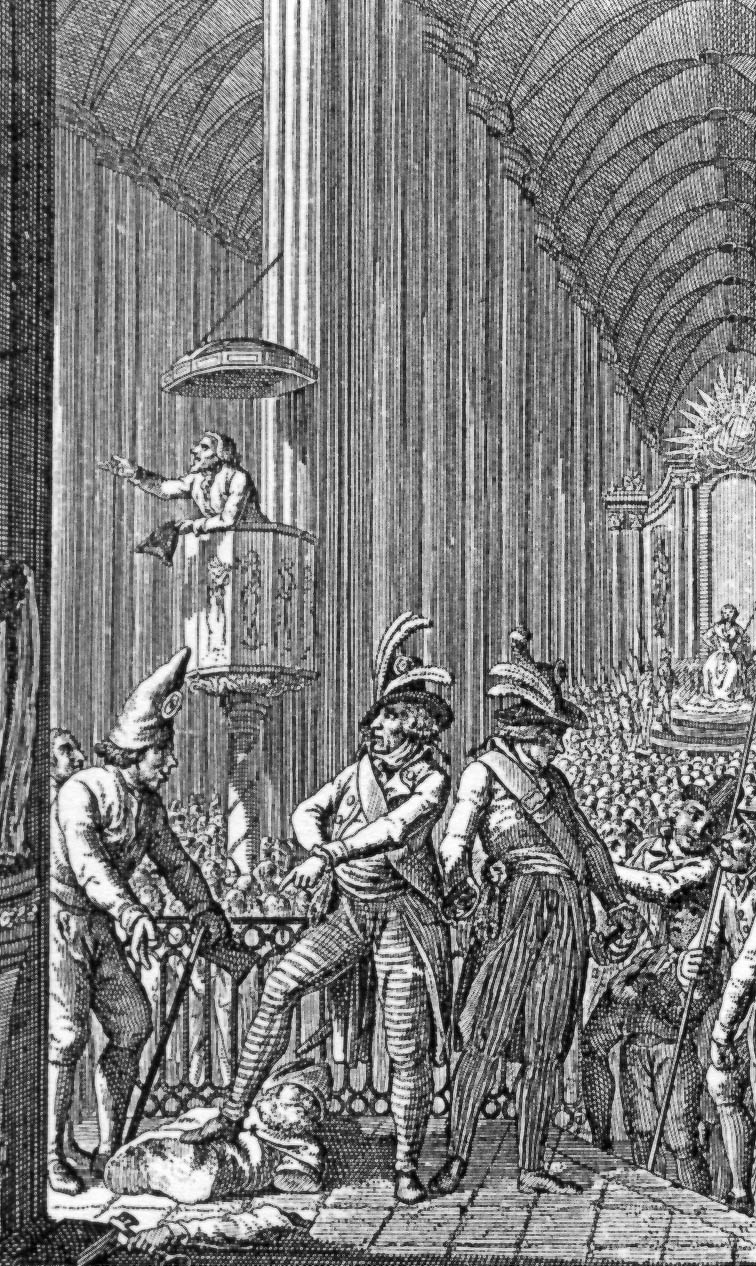
نوتردام استراسبورگ به معبد عقل تبدیل شد.